# St. Marien (Tröbsdorf)

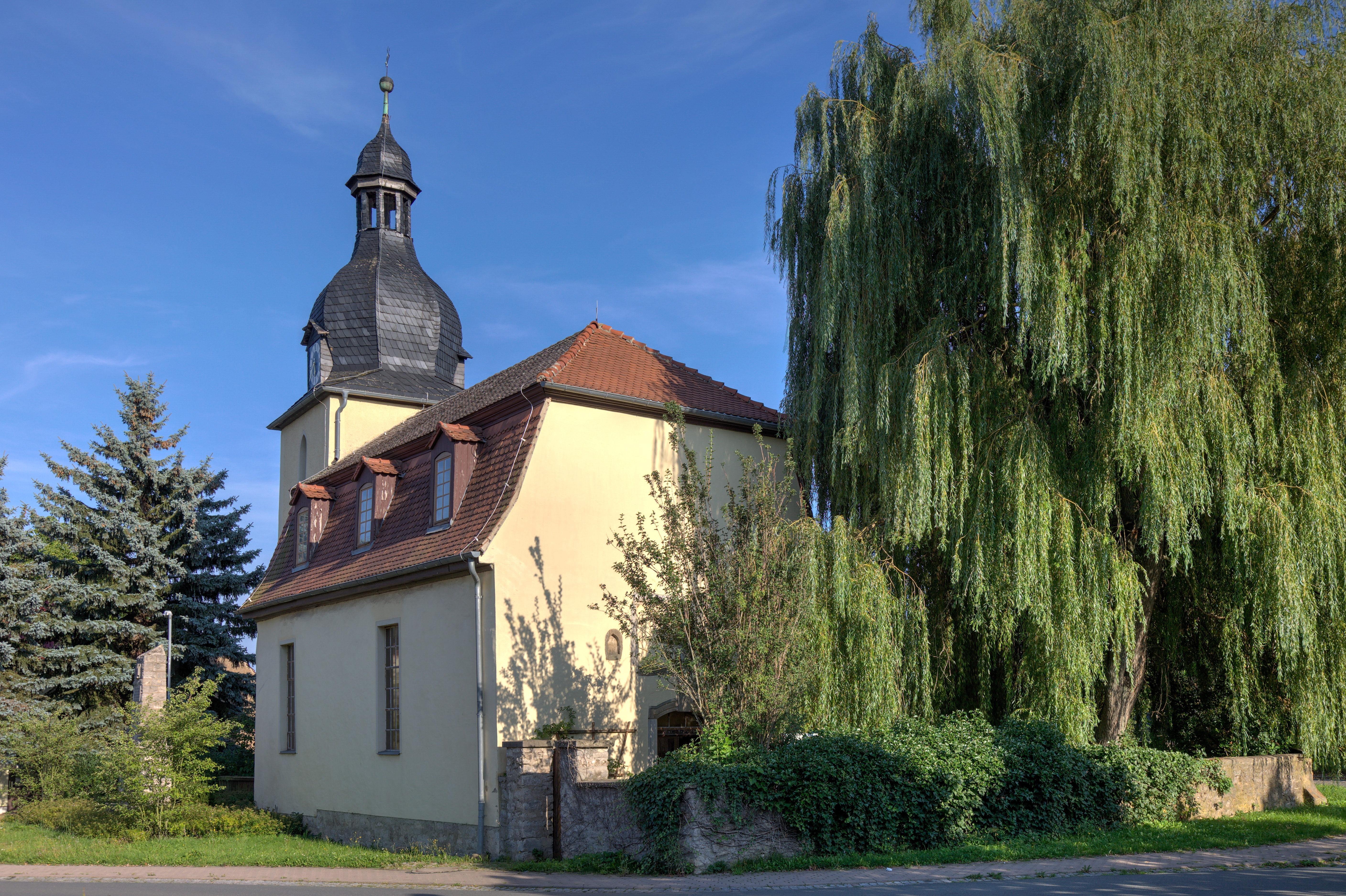
Kirche St. Marien Tröbsdorf

Die evangelische Kirche St. Marien steht im Stadtteil Tröbsdorf der Stadt Weimar in Thüringen. Sie gehört zur Kirchengemeinde Weimar im Kirchenkreis Weimar der Evangelischen Kirche in Mitteldeutschland.

## Geschichte und Ausstattung

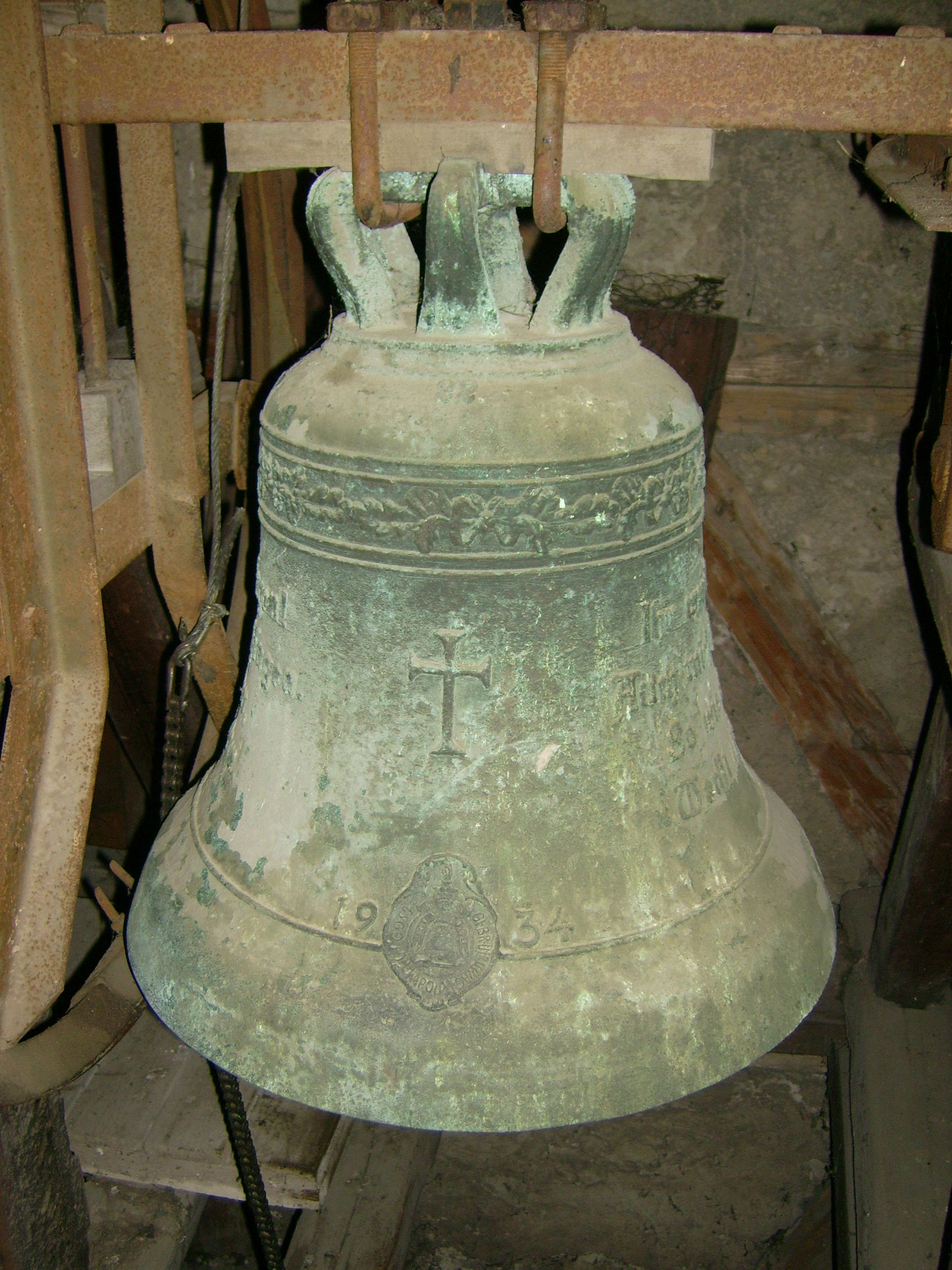
Ulrichglocke

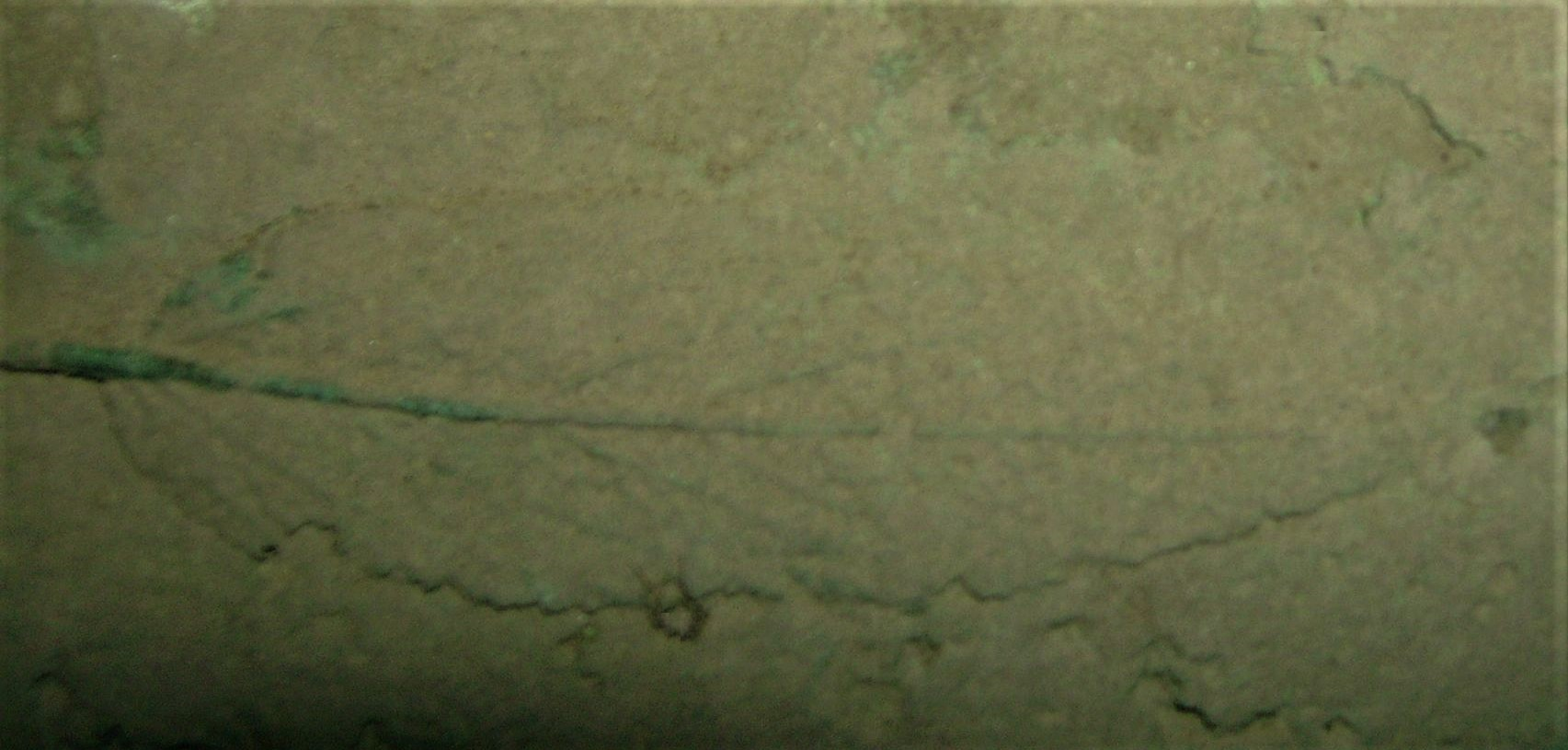
Salbeiblatt

Seit 1251 ist eine Dorfkirche in Tröbsdorf urkundlich nachgewiesen. Von der Chorturmkirche ist noch der Turm erhalten; das heutige Langhaus und der Turmaufsatz stammen aus dem 16. Jahrhundert. 
Im 18. Jahrhundert wurde der Innenraum umgestaltet und eine Turmhaube aufgesetzt. Die Ausmalung mit klassizistischen Schablonenmalereien stammt ebenso wie die größeren Fenster aus dem 19. Jahrhundert. Ein Vortragskreuz stammt aus dem 18. Jahrhundert.
An der Nordseite befindet  sich das Kriegerdenkmal. Sowohl Kirche als auch Kriegerdenkmal  stehen auf der Liste der Kulturdenkmale in Tröbsdorf (Weimar) bzw. auf  der Liste der Kulturdenkmale in Weimar  (Ortsteile).

## Glocken
Drei Bronzeglocken bilden das Geläut. Die größte ist die 1964 von Franz Schilling Söhne (Apolda) gegossene Gottesdienstglocke. Sie wurde von Max Hieronymvs gestiftet. Die kleinere Betglocke entstand im gleichen Jahr. Sie trägt das schlanke Salbeiblatt als Zeichen der Gießerei. Sie wurde von Henny Hieronymus gestiftet. Die kleinste Glocke ist die 1934 von den Gebrüdern Ulrich/ Heinrich Ulrich GmbH (Apolda) gegossene Taufglocke.

## Orgel
Die erste Orgel in Tröbsdorf wurde am 22. Mai 1712 geweiht. Anwesend waren der Generalsuperintendent Johann Georg Lairitz und der Hof-, Konsistorial- und Forstrat Christian Wilhelm Löscher. 1737 sind 8 Register und zwei Cymbelsterne verzeichnet. 1826 wurde das Werk durch Reuterhaus (Gotha) zerlegt und 1827 von Kirchhoff (Herressen) wieder zusammengefügt. Aber es funktionierte nicht zur Zufriedenheit. Deshalb kaufte man 1852, im Jahr des Zusammenschlusses der „St. Bonifatius“- mit der "St. Wigberti"-Kirche in Niederzimmern das Instrument aus „St. Bonifatius“ mit 14 Registern auf zwei Manualen und Pedal. 1854 wurde die Bonifatius-Kirche in Niederzimmern abgerissen. Bei dieser Orgel sind die Kennzeichen der Werke der Schulze-Witzmann-Schule zu erkennen.